# Stehversuch

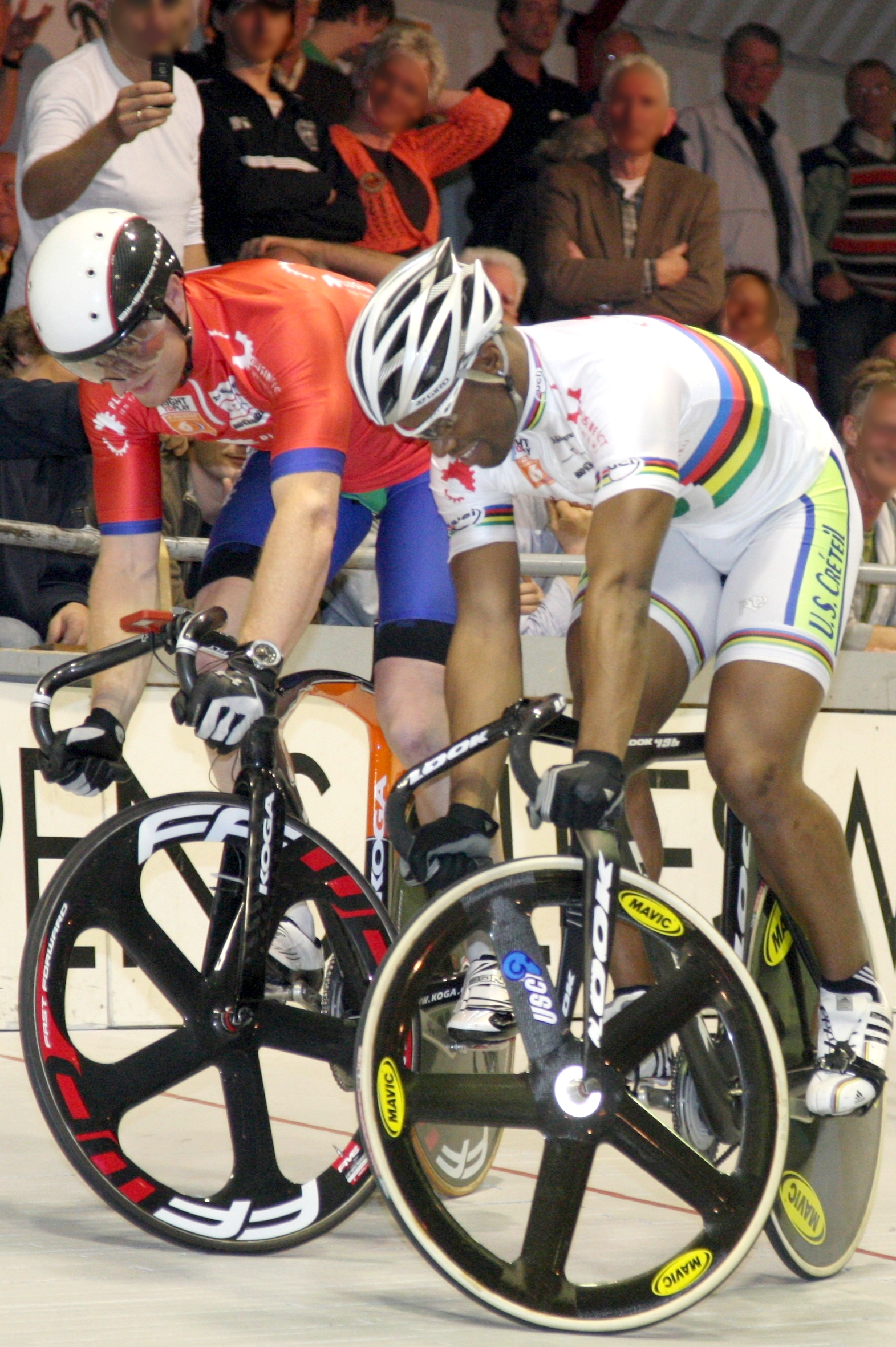
Stehversuch zwischen dem Niederländer Yondi Schmidt (l.) und dem Franzosen Grégory Baugé

Der Stehversuch (engl.: standstill, track stand; frz.: surplace) ist ein Begriff aus dem Bahnradsport, der ein taktisches Manöver im Sprint bezeichnet.
Der Bahn-Sprint wird in der Regel von zwei Fahrern über zwei bis drei Runden (je nach Bahnlänge ca. 750 bis 1000 Meter) gefahren. Dabei wäre es – von der Möglichkeit taktischer Manöver wie z. B. dem Überraschungsangriff abgesehen – unklug, das Rennen von Beginn an mit hoher Geschwindigkeit zu bestreiten, weil sich der Gegner dann einfach in den Windschatten hängen und am Schluss den Führenden aus dem Windschatten heraus überholen würde. Daher fahren die Fahrer anfangs meist nur langsam und beobachten sich gegenseitig, wobei jeder Fahrer versucht, in die für den finalen Sprint günstigere Position zu kommen. Dies ist in der Regel die hintere: Man hat den Gegner im Blick, kann Angriffe besser abfangen, und im Zielsprint kann der hintere Fahrer den Windschatten des vorderen für sich ausnutzen, z. B. indem er vor dem Überholen in den Windschatten hineinbeschleunigt („Sprinterloch“).
Es gibt verschiedene taktische Möglichkeiten, mit denen der führende Fahrer versuchen kann, seinem Gegner die führende Position aufzuzwingen (die Startreihenfolge wird ausgelost). Eine davon ist der Stehversuch: Dabei bleibt der Fahrer auf der Stelle stehen, was den Gegner zwingt, entweder ebenfalls stillzustehen oder vorbeizufahren und so die Führung zu übernehmen. Dabei darf der Fahrer sich nirgendwo festhalten und darf auch nicht mit den Füßen den Boden berühren, er muss also auf dem stillstehenden Rad balancieren. Dieses darf sich dabei nicht mehr als 20 Zentimeter rückwärts bewegen. Stehversuche sind erst ab der zweiten Runde erlaubt.
Die Technik des Stehversuchs besteht darin, das Rad zwar „bergab“ zur Bahn zu stellen, das Vorderrad aber nach rechts „bergauf“ einzuschlagen. Leichtes Vorwärts- und Rückwärtstreten der annähernd waagerecht gestellten Kurbeln erzeugt kleine Vorwärts- und Rückwärtsbewegungen des Rades. Diese Bewegungen stoßen beide auf den Schwerkraft-Widerstand und bewirken gleichzeitig durch das stark eingeschlagene Vorderrad die ausbalancierenden Seitwärtsbewegungen. Allerdings ist es im Wettkampf nicht immer möglich, die ideale Ausgangsposition für einen Stehversuch zu finden und ihn unbedrängt auszuführen. Deshalb erfordert dieses Manöver in der Wettkampfpraxis viel Kraft und Geschicklichkeit.
In den vergangenen Jahren wurden Zahl und Länge von Stehversuchen bei offiziellen Wettbewerben immer weiter begrenzt. Heute sind pro Lauf nur noch zwei Versuche von jeweils höchstens 30 Sekunden erlaubt. Wird die zeitliche Grenze ohne Änderung der Positionen erreicht, bekommen die Fahrer ein Signal (in der Regel einen Pfiff), der sie zum Weiterfahren auffordert. Durch diese zeitliche Begrenzung haben Stehversuche viel von ihrer Bedeutung eingebüßt.
Bei Sechstagerennen hingegen gehören längere Stehversuche auch über Minuten zu den spektakulären und bei den Zuschauern beliebten Einlagen der Sprint-Turniere.
Als Rennen mit den meisten Stehversuchen gilt das zwischen Gabriel Poulain und Henry Mayer im Jahre 1906: Nach sechs Stehversuchen von je 20 bis 45 Minuten in einem Entscheidungslauf entschieden die Kampfrichter schließlich auf Remis. Der längste Stehversuch bei einer Bahn-WM neueren Datums fand während der Bahn-Radweltmeisterschaften 1955 in einem Lauf zwischen dem Niederländer Jan Derksen und dem Italiener Antonio Maspes auf der Mailänder Vigorelli-Bahn statt. Er dauerte 32 Minuten und 20 Sekunden und wurde schließlich von den Kommissären abgebrochen. Legendär war auch der Stehversuch von Sergio Bianchetto und Giovanni Pettenella im Halbfinale des Sprints der Italienischen Meisterschaften 1965 auf dem Velodromo Ganna in Varese. Er endete erst nach 63 Minuten, als Bianchetto bei großer Hitze von Krämpfen geschüttelt und vollkommen erschöpft einen Kreislaufkollaps erlitt und vom Fahrrad fiel. Pettenella dagegen verharrte auf seinem Rad, bis die Jury Bianchettos Aufgabe bekanntgab. Der Stehversuch wurde live von der RAI im Radio übertragen.